# Ichimori Jun
Jun Ichimori (一森 純 (Nhất-Sâm Thuần) Ichimori Jun, sinh ngày 2 tháng 7 năm 1991) là một cầu thủ bóng đá người Nhật Bản, thi đấu cho Fagiano Okayama ở vị trí thủ môn.

## Sự nghiệp
Ichimori lớn lên ở hệ thống trẻ Cerezo Osaka, cùng với các cầu thủ như Takahiro Ogihara và Ryo Nagai. Sau khi không thể vào đội một, anh quyết định gia nhập câu lạc bộ bóng đá Đại học Kwansei Gakuin  và ra sân thường xuyên.
Vào tháng 5 năm 2014, Ichimori gia nhập đội bóng ở JFL Renofa Yamaguchi. Anh dần dần được suất bắt chính; màn trình diễn của anh quá tốt nên được bình chọn là một trong những cầu thủ hay nhất ở mùa giải 2014. Trong mùa giải đầu tiên ở J3, Ichimori ra sân tất cả các trận và giúp đội bóng giành chức vô địch.

## Thống kê câu lạc bộ
Cập nhật đến ngày 23 tháng 2 năm 2018.
| Thành tích câu lạc bộ | Thành tích câu lạc bộ | Thành tích câu lạc bộ | Giải vô địch | Giải vô địch | Cúp                   | Cúp                   | Tổng cộng | Tổng cộng |
| Mùa giải              | Câu lạc bộ            | Giải vô địch          | Số trận      | Bàn thắng    | Số trận               | Bàn thắng             | Số trận   | Bàn thắng |
| Nhật Bản              | Nhật Bản              | Nhật Bản              | Giải vô địch | Giải vô địch | Cúp Hoàng đế Nhật Bản | Cúp Hoàng đế Nhật Bản | Tổng cộng | Tổng cộng |
| --------------------- | --------------------- | --------------------- | ------------ | ------------ | --------------------- | --------------------- | --------- | --------- |
| 2014                  | Renofa Yamaguchi      | JFL                   | 26           | 0            | -                     | -                     | 26        | 0         |
| 2015                  | Renofa Yamaguchi      | J3 League             | 36           | 0            | 0                     | 0                     | 36        | 0         |
| 2016                  | Renofa Yamaguchi      | J2 League             | 30           | 0            | 2                     | 0                     | 32        | 0         |
| 2017                  | Fagiano Okayama       | J2 League             | 35           | 0            | 0                     | 0                     | 35        | 0         |
| Tổng                  | Tổng                  | Tổng                  | 127          | 0            | 2                     | 0                     | 129       | 0         |